# Turkmenischer Teppich

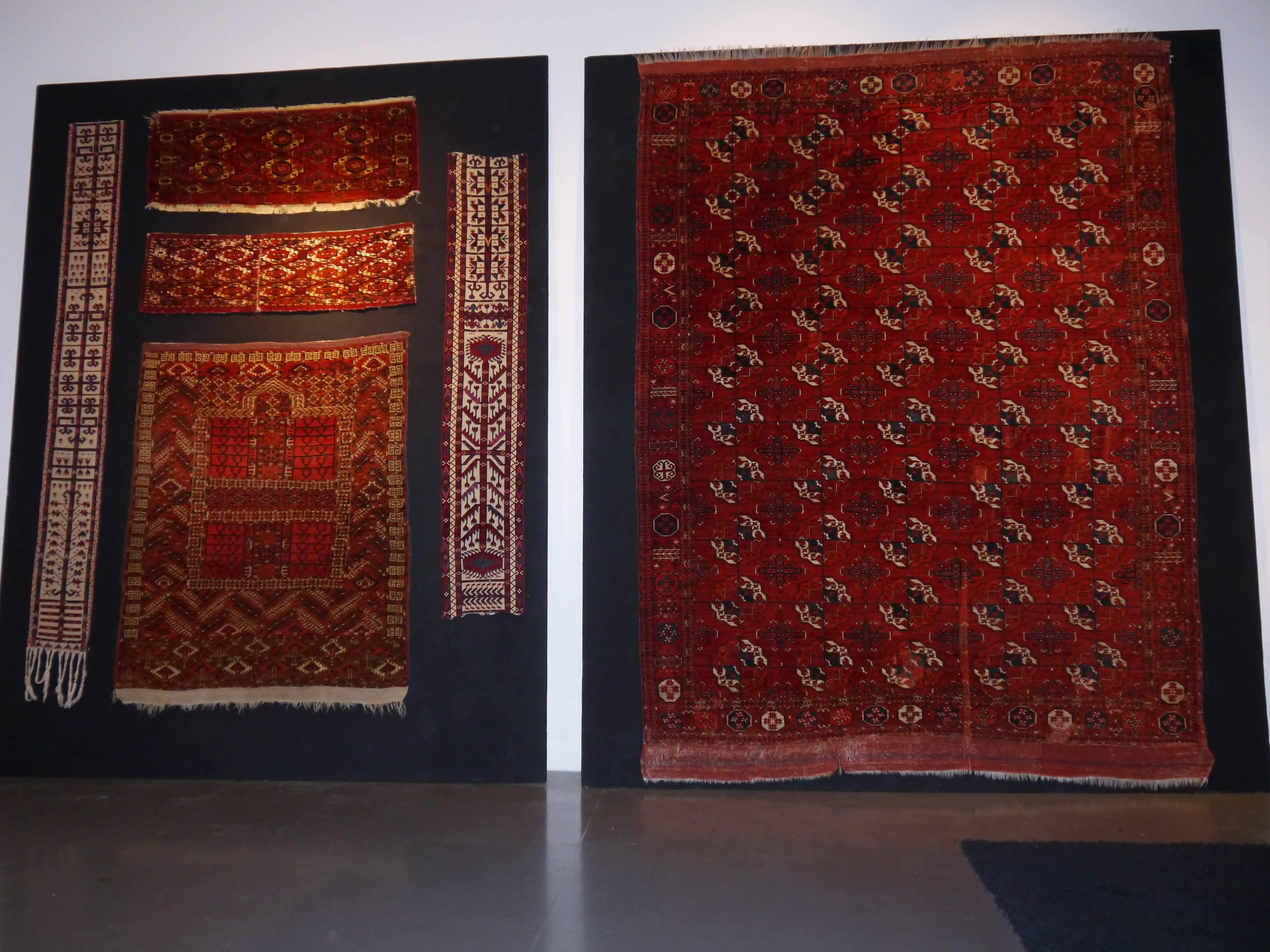
Turkmenische Teppiche aus einer Chemnitzer Sammlung

Turkmenische Teppiche, auch afghanische Teppiche genannt, gehören zur Gruppe der Orientteppiche, und werden von turkmenischen Stämmen hergestellt, die im Gebiet zwischen dem Amudarja-Fluss, Kaspischem Meer, Aralsee und im Grenzgebiet zwischen den modernen Staaten Iran und Afghanistan leben. Traditionell knüpfen sie Teppiche und kleinformatige Knüpfgewebe in unterschiedlichen Größen wie Hauptteppiche (Halı), Vorhänge für den Zelteingang (Ensi oder Hatschlu), und andere Haushaltsgegenstände wie Umrahmungen für den Zelteingang (Khalyk oder Kapunuk), Zelttaschen (Torba), große Behälter (Tschowal), kleinere Beutel (Mafrasch), Satteltaschen (Khordschin), Schmuckdecken für Tiere (Asmalyk) und Zeltbänder.
Die Herstellung des traditionellen turkmenischen Teppichs wurde 2019 in die UNESCO-Liste des immateriellen Kulturerbes der Menschheit aufgenommen.

## Geschichtlicher Überblick
Die Geschichte Turkmenistans ist geprägt von Wanderbewegungen, Bündnissen, Stammeskriegen und sogar durch die gewaltsame Ausrottung ganzer Volksstämme. Unser Wissen um die Geschichte der Turkmenenstämme und ihrer Wanderungen, sowie die Charakteristiken ihrer jeweils spezifischen Strukturen und Muster erlaubt es uns, einen Teppich oder ein anderes Knüpfgewebe einem bestimmten Stamm und einem bestimmten Abschnitt seiner Geschichte zuzuordnen. Die Vielfalt der Farben und Ornamente wie auch deren mögliche symbolische Bedeutung ist Gegenstand umfangreicher, oft kontroverser Forschungen.
In der bildenden Kunst der Turkmenen blieben viele archaische Muster bis ins frühe 20. Jahrhundert hinein erhalten. Die ursprünglichen Turkmenen waren ein altes, Persisch sprechendes Volk in den Steppen des westlichen Zentralasien. Ihre militärische Organisation in Stämmen geht wahrscheinlich auf Einflüsse der Hunnen zurück. Ein türkischer Einfluss kam mit den Hephthaliten im 6. Jahrhundert n. Chr., sowie, in größerem Ausmaß, mit der Einwanderung der Oghusen im 9. und 10. Jahrhundert. Die ursprüngliche Bevölkerung ging dabei in den Oghusen auf und wurde islamisch. Der Mongolensturm im 13. Jahrhundert führte zur Zerstörung der Städte und landwirtschaftlichen Bewässerungssysteme und warf die Turkmenen in die nomadische Lebensweise zurück, die sie während ihrer ganzen späteren Geschichte beibehalten haben. Die turkmenischen Nomaden lebten im Grenzgebiet zwischen mächtigeren Staaten wie dem Perserreich, Choresmien, und dem Usbeken-Khanat. Unabhängiger als ihre Nachbarvölker, konnten sie viel von ihrer traditionellen Kultur bewahren. Im Lauf des 19. Jahrhunderts gerieten die Turkmenen unter die Herrschaft des Russischen Reichs. Nach dem Ende der Sowjetunion wurde die frühere Turkmenische Sozialistische Sowjetrepublik zum unabhängigen Staat Turkmenistan.

## Material und Farben

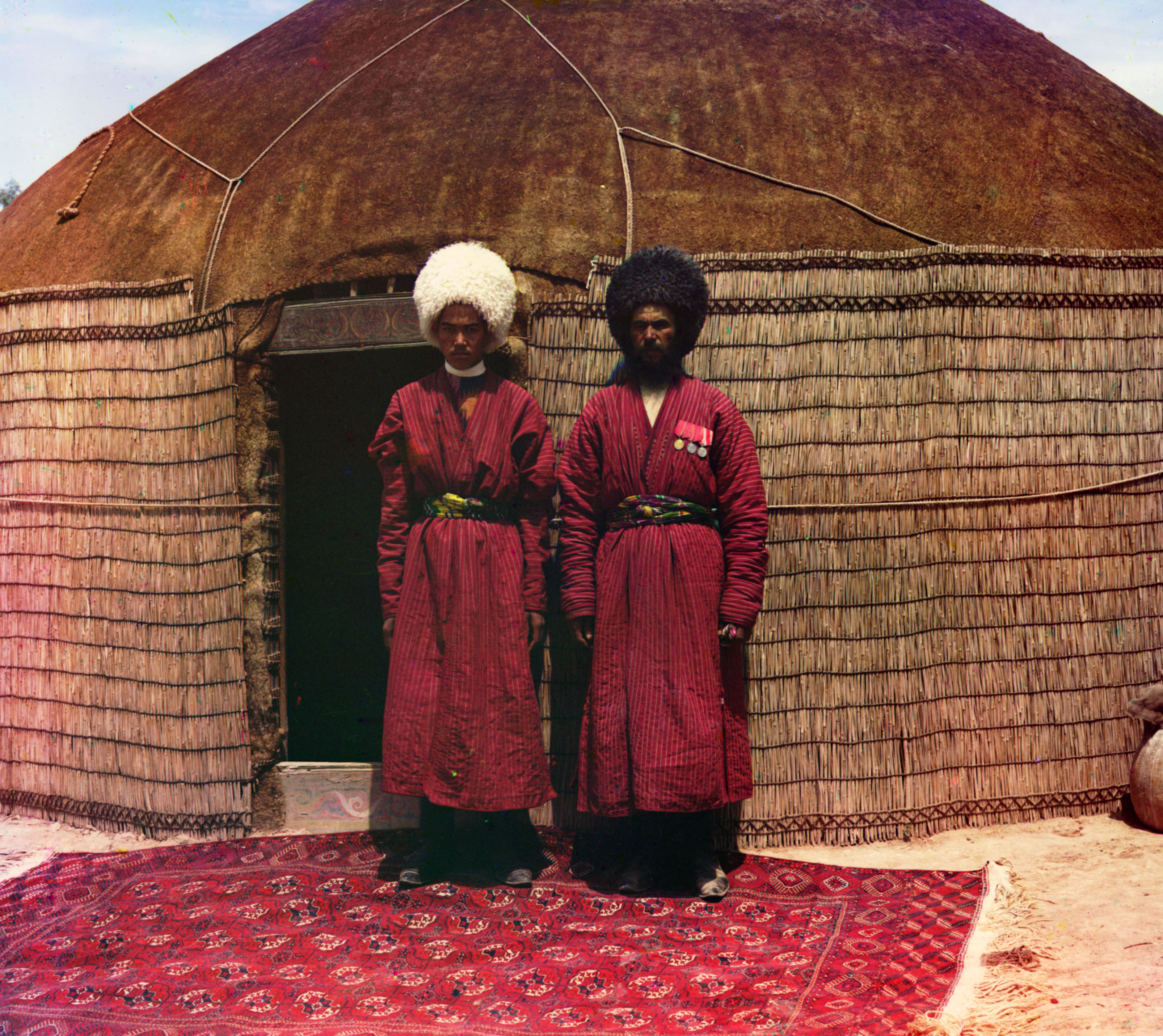
Zwei Turkmenen auf einem Hauptteppich („Halı“) mit dem Tekke-Göl (ca. 1905–1915)

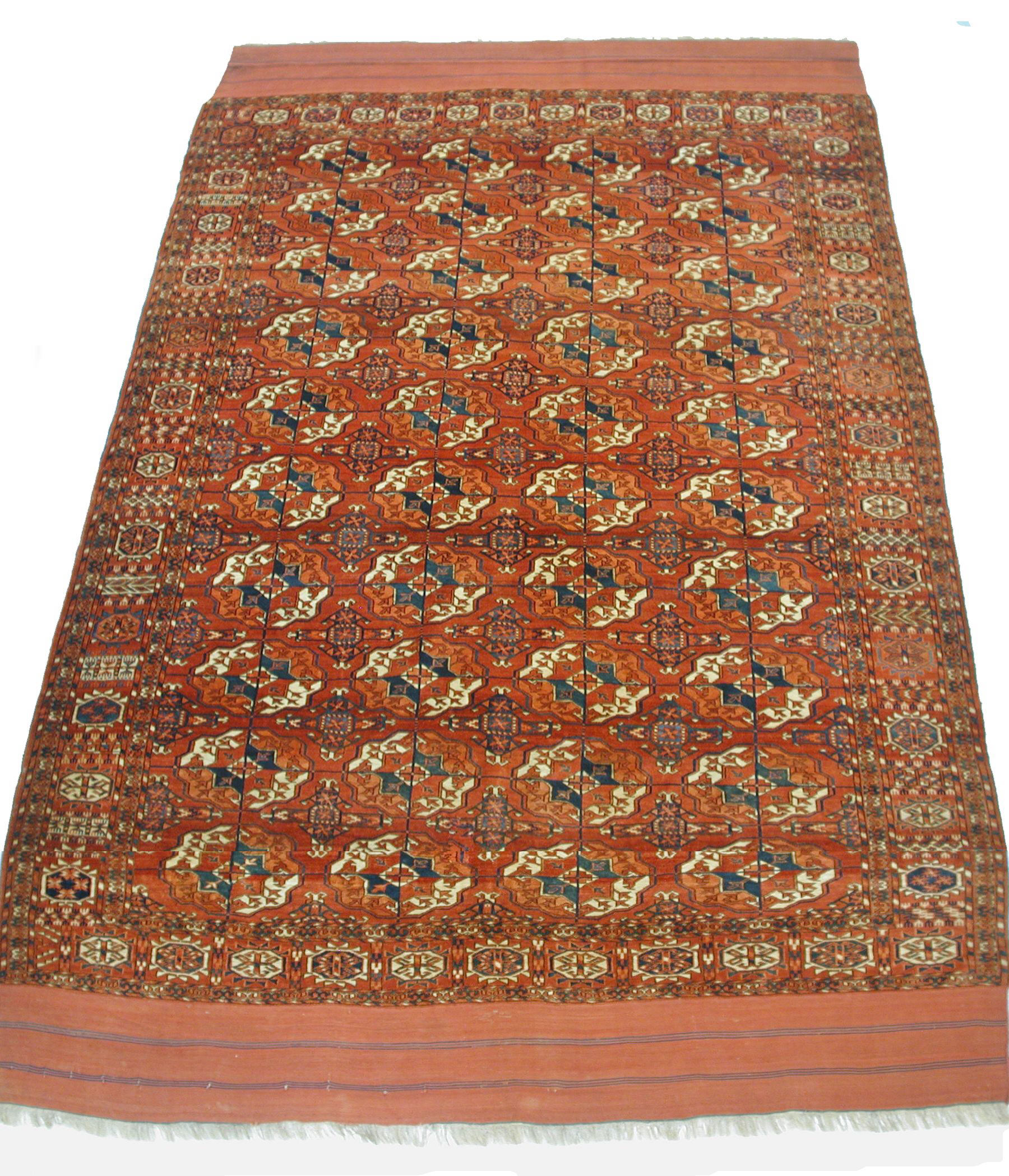
Tekke-Hauptteppich aus der Sammlung des Metropolitan Museum of Art

Die Wolle turkmenischer Teppiche ist, typisch für nomadische Knüpfgewebe, von hoher Qualität und langflorig. Im Grundgewebe werden Schafwolle, Ziegenhaar und Baumwolle verwendet. Der Flor ist aus Wolle und enthält manchmal auch Seide. In nahezu allen turkmenischen Teppichen ist Krapprot aus Färberkrapp die dominierende Farbe. Krapp wurde lokal gewonnen und erlaubt Färbungen in unterschiedlichen Abstufungen. Die unterschiedlichen Stämme färbten in unterschiedlichen Rotstufen. Die überwiegende Verwendung von Krapprot in turkmenischen Teppichen erzeugt auf den ersten Blick einen monotonen Eindruck, die kleineren Ornamente sind jedoch in vielfältigen Farben geknüpft.
Turkmenische Teppiche können sowohl mit symmetrischen als auch asymmetrischen Knoten geknüpft werden, letztere nach rechts oder links öffnend. Unregelmäßige Knoten kommen ebenfalls häufig vor, einschließlich übersprungener Kettfäden, Knoten über drei oder vier sowie einzelne Kettfäden, oder Knoten die über einen gemeinsamen Kettfaden geknüpft wurden, wiederum in symmetrischer oder auch asymmetrischer Knüpfung. Die Kettfäden sind häufig tief gestaffelt. Flor, Kette und Schuss sind meist sehr ausgewogen. Das Verhältnis horizontaler zu vertikalen Knoten ist oft nahe 1:1. Teppiche, die in dieser Art geknüpft wurden, sind sehr dicht und haltbar.

## Muster und Ornamente
Das wichtigste Muster in turkmenischen Teppichen ist das „Gul“, ein medaillonartiges vieleckiges Muster, welches in Reihen über dem gesamten Feld angeordnet ist. Die einzelnen Stämme verwendeten jeweils spezielle Gul, denen somit heraldische Bedeutung zukommt. Allgemein werden Haupt- oder Primär-„Göl“, von sekundären, weniger kompliziert ausgearbeiteten „Gül“ unterschieden, wobei „Gul“ den Oberbegriff für diese Art Ornament darstellt. Unterschiedliche Gul wurden auf speziellen Teppichtypen oder Haushaltsgegenständen verwendet. Hauptteppiche zeigen normalerweise das Haupt-Göl des Stammes, während auf den Zeltvorhängen oder Taschen spezielle Gul erscheinen.
Haupt-Göl auf turkmenischen Teppichen sind unter anderen:
- Gülli oder Guschli-Göl: Gelapptes Göl das ein quadratisches Ornament einschließt, aus dem in jedem Viertel je drei dreiblättrige gestielte Striezel hervortreten. Dieses Göl wurde von den Tekke, Salor und Ersari, sowie manchmal auch von den Saryk verwendet. „Gülli“ bedeutet „Blume“ auf Turkmenisch, „Guschli“ (abgeleitet von „Kusch“ oder „Ghusch“) bedeutet „Vogel“.
- Tauk-Nuska-Göl: Geviertelt und mit diagonal entgegengesetzten Farben, zeigt jedes Viertel des Göl zwei stilisierte Tiere. Das Göl wurde von vielen Stämmen verwendet, hauptsächlich von den Arabatschi, Chodor, einigen Gruppen der Yomuden und Ersari, einschließlich der Kizil Ayak.
- Tekke-Göl: Abgeleitet vom Gülli-Göl. Das Göl ist auf die Schnittpunkte eines dunkelblauen Rasters gesetzt, welches das Teppichfeld überzieht und jedes Göl in vier diagonal entgegengesetzt gefärbte Abschnitte unterteilt. Die gestielten dreiblättrigen Ornamente des Gülli-Göl sind im Tekke-Göl zu pfeilartigen Ornamenten stilisiert.
- Saryk-Göl: Ähnlich dem Tekke-Göl, jedoch nicht auf einem Gitter angeordnet. Es findet sich oft auf Hauptteppichen der Saryk, wird auch als „Tschowal“-Göl bezeichnet, weil es auch auf großen Taschen („Tschowal“) verwendet wird.
- Dyrnak-Göl - Wörtlich „Kamm“-Göl. Rautenförmiges Göl mit nach außen zeigenden Hakenreihen, die Kämmen ähnlich sehen. gegenüberliegende Hakenreihen sind in der gleichen Farbe gehalten. Ein Göl des Yomuden-Stammes.
- Kepse-Göl: Hauptsächlich von den Yomuden verwendetes, rautenförmiges Göl, von zweifarbigen Zinnenmustern umgeben.
- „Adler“-Göl: Mindestens zwei, wenn nicht drei Gruppen von Teppichen zeichnen sich durch dieses Gölmuster aus, das noch keinem speziellen Stamm zugeschrieben werden konnte.
- „C“-Göl: Achteck innerhalb eines Achtecks, gefüllt mit kleinen Mustern die dem Buchstaben „C“ ähneln.

Man nimmt an, dass der Bund der Saloren, bestehend hauptsächlich aus den eigentlichen Saloren und den Saryk, ursprünglich aus dem Amudarjatal und den Oasen Südturkmenistans einschließlich Merws stammt. Sie verwendeten helle Rottöne aus Färberkrapp. Das typische Salor-Göl hat die Form einer gelappten Rosette, ist in aufrechter Kreuzform geteilt und mit kleineren Motiven gefüllt. Seine vier zentralen Viertel sind in diagonal gegenübergestellten Farben gefärbt. Dieser Stil der Farbgebung wird auch als „zentralasiatisch“ bezeichnet. Die Göl sind solcherart auf dem Feld arrangiert, dass sie darauf zu „schwimmen“ scheinen und einen Eindruck von diagonaler Bewegung entstehen lassen.
Eine weitere Gruppe von turkmenischen Teppichen wurde von L. Mackie und J. Thompson als „S-Gruppe“ bezeichnet und als Produkte der Saloren erkannt. Die Teppiche der „S-Gruppe“ sind asymmetrisch linksöffnend geknüpft. Die Kettfäden sind elfenbeinfarben, abwechselnd tief gestaffelt, die Schussfäden sind aus zweisträngig gezwirnter brauner Wolle, manchmal auch rot gefärbt. Ihr Flor ist weniger dicht als der anderer turkmenischer Teppiche, aber recht hoch. Manchmal wurde Seide verwendet, doch selten Baumwolle. Die rote Farbe ist meist Krapprot, aber Lac und andere Cochenillefarben wurden ebenfalls nachgewiesen. Ältere Saryk-Teppiche sind oft mit symmetrischen Knoten geknüpft.
Tekke-Teppiche zeichnen sich durch das Tekke-Göl aus. Sie sind asymmetrisch und meist rechtsöffnend geknüpft. Nur selten sind die Kettfäden tief gestaffelt. Krapprot, seltener Cochenillerot wurden zum Färben verwendet, ab dem 19. Jahrhundert auch synthetische Farben. Die Kettfäden sind oft aus elfenbeinfarbenem Garn mit einem starken Anteil elfenbeinfarbenen Ziegenhaars. Die Ränder sind mit dunkelblauem Garn befestigt.
Yomuden-Teppiche weisen eine ähnliche Struktur auf, mit noch geringer gestaffelten Kettfäden. Die rote Feldfarbe der Yomudenteppiche ist gedämpfter, mit brauner Tönung. Die Knoten sind asymmetrisch, linksöffnend. Typische Göl sind das „Dyrnak“- und „Kepse“-Göl.
Die häufigste Feldfarbe der Chaudyr-Teppiche ist ein purpurnes Kastanienbraun. Die Farbe Weiß tritt mehr hervor, auch Hell- und Dunkelblau, Grün und Gelb. Die Kettfäden bestehen aus dunkler Wolle, die Schussfäden oft aus weißer Baumwolle. Die Knüpfung ist asymmetrisch rechtsöffnend, wodurch Chaudyr- von den sonst sehr ähnlichen Yomudenteppichen unterschieden werden können. Häufig sieht man das Tauk-Nuska-Göl.
Andere Stämme, die Teppiche knüpfen, sind die Arabatschi, Ersari und Beschiri.

## Kommerzialisierung und Wiederbelebung der Tradition
Während des 19. Jahrhunderts wurden in Russland und Afghanistan Teppiche in turkmenischer Tradition kommerziell hergestellt und kamen unter dem Handelsnamen „Bucharateppiche“ in den Export. Die Farben und die Qualität des Materials und der Muster reichten nicht an die traditionellen Knüpfungen heran. Mit dem Ende der Sowjetunion entstanden aus den ehemaligen Sowjetrepubliken unabhängige Nationalstaaten, die sich heute bemühen, die traditionelle Kultur des Teppichknüpfens, oft mit handversponnener, mit Naturfarben gefärbter Wolle, wiederzubeleben.

## Galerie: Turkmenische Teppiche

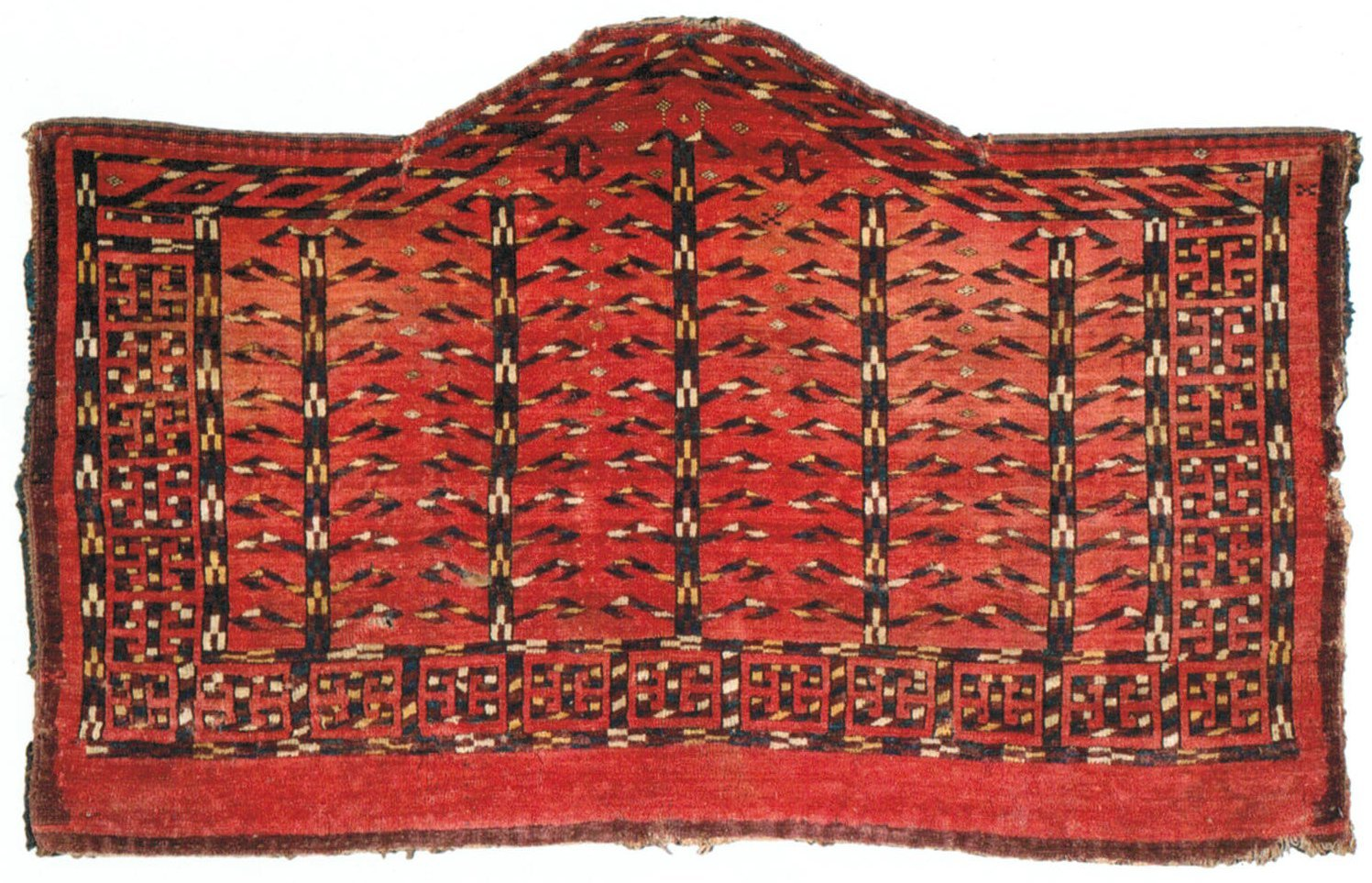
Kameldecke der Yomuden („Asmalyk“), Turkmenistan, 18.–19. Jh., 75 × 124 cm
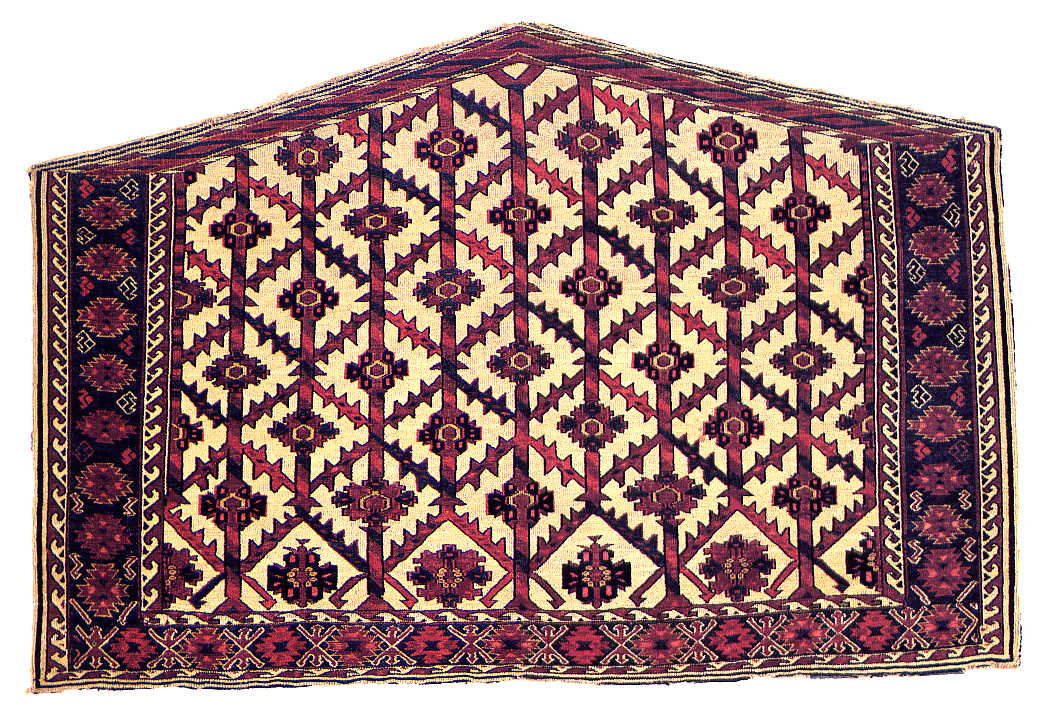
Asmalyk, Yomuden
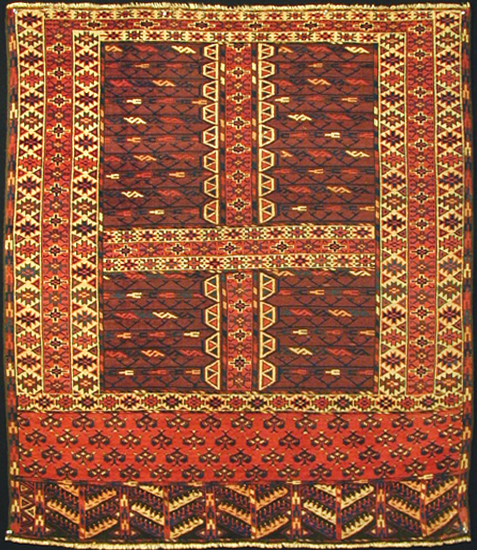
Zelttür („Ensi“ oder „Hatschlu“) der Yomuden
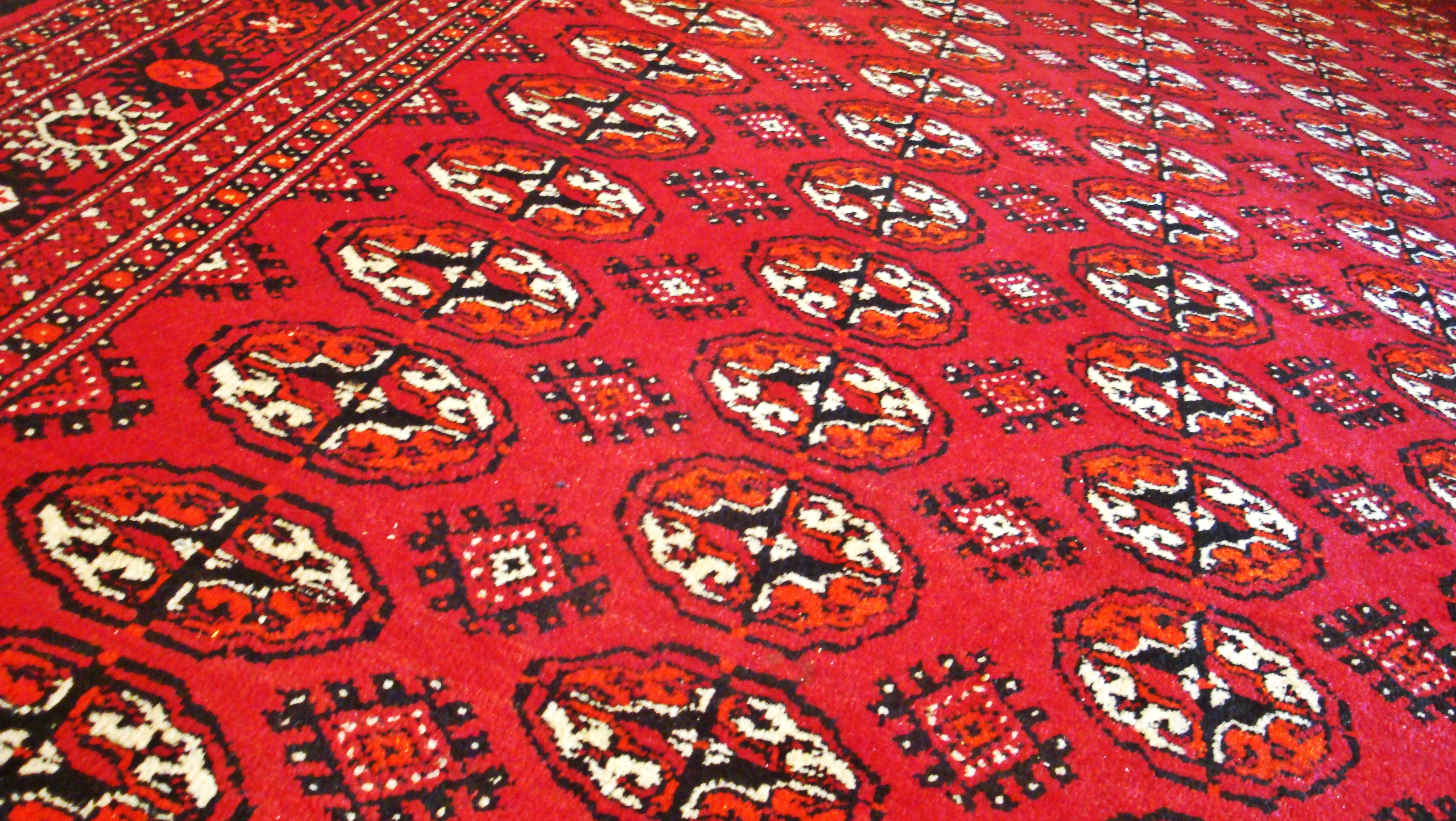
Russischer „Buchara“-Teppich mit Muster im turkmenischen Stil
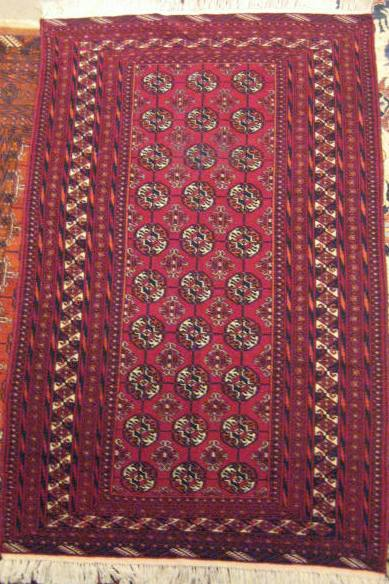
Russischer „Buchara“-Teppich mit Muster im turkmenischen Stil